# Akitoshi Saito
Akitoshi Saito (斎藤 彰俊, Saitō Akitoshi)  (né le 8 août 1965 à Sendai, Japon, est un catcheur (lutteur professionnel) japonais.

## Carrière

### Indépendant (2012–2014)
Le 22 janvier, lui et Jun Akiyama battent Bad Intentions (Giant Bernard et Karl Anderson) et remportent les GHC Tag Team Championship pour la deuxième fois.
Le 22 juillet, ils perdent les titres contre Samoa Joe et Magnus.

### Retour à la Pro Wrestling Noah (2014-...)
Le 28 juillet 2018, lui et Naomichi Marufuji battent The Agression (Katsuhiko Nakajima et Masa Kitamiya) et remportent les GHC Tag Team Championship. Le 14 octobre, ils conservent les titres contre Cody Hall et Maybach Taniguchi.

## Palmarès
- Pro Wrestling NOAH
  - 5 fois GHC Tag Team Championship avec Jun Akiyama (2), Bison Smith (1), Gō Shiozaki (1) et Naomichi Marufuji (1)